# Jacques Delarue
Jacques Delarue (* 1919 in Bricquebec; † 14. September 2014) war ein französischer Polizist und Historiker.
Delarue war vor dem Zweiten Weltkrieg bei Renault und dann bei der Flugzeugfirma Caudron tätig. 1942 aus der Armee entlassen, war er bei der Polizei in Limoges tätig. Er war aktiv in der Résistance und bis 1944 inhaftiert.
Ab 1945 war er bei der Spezialeinheit der französischen Polizei Direction centrale de la Police judiciaire (DCPJ) tätig und mit Fällen der nationalen Sicherheit betraut, insbesondere in Ermittlungen gegen die Organisation de l’armée secrète (OAS) im Algerienkrieg, einschließlich des Attentats auf de Gaulle in Petit-Clamart 1962. Er wurde 1962 Kommissar und ging 1978 in den Ruhestand.
Ab den 1960er Jahren war er an der Erforschung von Verbrechen unter der deutschen Besatzung in Frankreich beteiligt und ist Autor mehrerer Bücher dazu sowie zur Geheimen Staatspolizei (Gestapo) und zur OAS. Er war Sachverständiger im Prozess gegen Klaus Barbie und schrieb Bücher über Scharfrichter und über Tätowierungen bei französischen Kriminellen.
Delarue war Kommandeur des Ordre national du Mérite und Offizier der Ehrenlegion.

## Schriften
- mit Robert Giraud, Robert Doisneau:  Les Tatouages du «milieu», Ed. la Roulotte, 1950, Neuauflage:  Les Oiseaux de Minerve, 1999
- Histoire de la Gestapo, Paris, Fayard 1962, Neuauflage 2008
- Les Policiers français dans la Résistance, CNPACR (Confédération nationale des policiers anciens combattants et résistants), 1964
- Les nazis sont parmi nous, Ed. du Pavillon, 1968
- Trafics et crimes sous l’Occupation, Paris, Fayard, 1968, Neuauflage 1993
- Le Métier de bourreau, du Moyen-Âge à nos jours, Paris, Fayard, 1979, 1989
- mit Odile Rudelle: L’attentat du Petit-Clamart, Paris, La Documentation Française 1990
- L’OAS contre De Gaulle, Paris, Fayard, 1981, 1994
- mit Pierre Assouline, Jean-Pierre Azéma und Philippe Burin: Les Collabos, Hachette 2011